# Джон Пірс (тенісист)
Джон Пірс (англ. John Peers) — австралійський тенісист, спеціаліст із парної гри, переможець Відкритого чемпіонату Австралії  у парному розряді, дворазовий переможець підсумкового турніру року.
Постійним партнером Пірса до 2016 року був Джеймі Маррей, а з 2016 він грає в парі з Генрі Контіненом.

## Значні фінали

### Фінали турнірів Великого шолома

#### Парний розряд: 3 (1 - 2)
| Результат | Рік  | Турнір          | Поверхня | Партнер        | Супротивники                 | Результат          |
| --------- | ---- | --------------- | -------- | -------------- | ---------------------------- | ------------------ |
| Поразка   | 2015 | Wimbledon       | Трава    | Джеймі Маррей  | Жан-Жульєн Рожер Горія Текеу | 6–7(5–7), 4–6, 4–6 |
| Поразка   | 2015 | US Open         | Хард     | Джеймі Маррі   | П'єр-Юг Ербер Ніколя Маю     | 4–6, 4–6           |
| Перемога  | 2017 | Australian Open | Хард     | Генрі Контінен | Боб Браян Майк Браян         | 7–5, 7–5           |

### Підсумкові турніри року

#### Парний розряд: 2 (2 - 0)
| Результат | Рік  | Турнір                | Поверхня | Партнер        | Супротивники             | Результат        |
| --------- | ---- | --------------------- | -------- | -------------- | ------------------------ | ---------------- |
| Перемога  | 2016 | Фінал ATP, Лондон     | Хард (i) | Генрі Контінен | Равен Класен Ражів Рам   | 2–6, 6–1, [10–8] |
| Перемога  | 2017 | Фінал ATP, Лондон (2) | Хард (i) | Генрі Контінен | Лукаш Кубот Марсело Мело | 6–4, 6–2         |

### Фінали Мастерс 1000

#### Парний розряд: 3 (2 - 1)
| Результат | Рік  | Турнір         | Поверхня | Партнер        | Супротивники             | Результат        |
| --------- | ---- | -------------- | -------- | -------------- | ------------------------ | ---------------- |
| Поразка   | 2016 | Мастерс Шанхай | Хард     | Генрі Контінен | Джек Сок Джон Ізнер      | 4–6, 4–6         |
| Перемога  | 2016 | Paris Masters  | Хард (i) | Генрі Контінен | П'єр-Юг Ербер Ніколя Маю | 6–4, 3–6, [10–6] |
| Перемога  | 2017 | Мастерс Шанхай | Хард     | Генрі Контінен | Лукаш Кубот Марсело Мело | 6–4, 6–2         |

## Фінали турнірів ATP

### Парний розряд: 50 (30 титулів, 20 поразок)
| Легенда                           |
| --------------------------------- |
| Турніри Великого шлему (1–3)      |
| Теніс на Олімпійських іграх (1–0) |
| Фінал ATP (2–0)                   |
| Тур ATP Мастерс 1000 (4–2)        |
| Тур ATP 500 (9–6)                 |
| Тур ATP 250 (13–9)                |

| Фінали за покриттям |
| ------------------- |
| Тверде (18–14)      |
| Ґрунт (9–2)         |
| Трава (3–4)         |

| Фінали за умовами |
| ----------------- |
| Під небом (23–15) |
| У залі (7–5)      |

| Результат | В-П   | Дата     | Турнір                                                     | Tier         | Покриття   | Партнер         | Опоненти                            | Рахунок                    |
| --------- | ----- | -------- | ---------------------------------------------------------- | ------------ | ---------- | --------------- | ----------------------------------- | -------------------------- |
| Перемога  | 1–0   | Кві 2013 | U.S. Men's Clay Court Championships, США                   | 250 Series   | Ґрунт      | Джеймі Маррей   | Боб Браян Майк Браян                | 1–6, 7–6(7–3), [12–10]     |
| Перемога  | 2–0   | Лип 2013 | Swiss Open Gstaad, Швейцарія                               | 250 Series   | Ґрунт      | Джеймі Маррі    | Пабло Андухар Гільєрмо Гарсія-Лопес | 6–3, 6–4                   |
| Перемога  | 3–0   | Вер 2013 | Thailand Open                                              | 250 Series   | Тверде (i) | Джеймі Маррі    | Томаш Беднарек Юган Брунстрем       | 6–3, 3–6, [10–6]           |
| Поразка   | 3–1   | Жов 2013 | Japan Open                                                 | 500 Series   | Тверде     | Джеймі Маррі    | Роган Бопанна Едуар Роже-Васслен    | 6–7(5–7), 4–6              |
| Перемога  | 4–1   | Тра 2014 | BMW Open, Німеччина                                        | 250 Series   | Ґрунт      | Джеймі Маррі    | Колін Флемінг Росс Гатчінс          | 6–4, 6–2                   |
| Поразка   | 4–2   | Чер 2014 | Queen's Club Championships, Велика Британія                | 250 Series   | Трава      | Джеймі Маррі    | Александер Пея Бруно Соарес         | 6–4, 6–7(4–7), [4–10]      |
| Поразка   | 4–3   | Сер 2014 | Winston-Salem Open, США                                    | 250 Series   | Тверде     | Джеймі Маррі    | Хуан Себастьян Кабаль Роберт Фара   | 3–6, 4–6                   |
| Поразка   | 4–4   | Вер 2014 | BMW Malaysian Open                                         | 250 Series   | Тверде (i) | Джеймі Маррі    | Марцин Матковський Леандер Паес     | 6–3, 6–7(5–7), [5–10]      |
| Перемога  | 5–4   | Січ 2015 | Brisbane International, Австралія                          | 250 Series   | Тверде     | Джеймі Маррі    | Олександр Долгополов Нісікорі Кей   | 6–3, 7–6(7–4)              |
| Поразка   | 5–5   | Лют 2015 | Rotterdam Open, Нідерланди                                 | 500 Series   | Тверде (i) | Джеймі Маррі    | Жан-Жульєн Роєр Горія Текеу         | 6–3, 3–6, [8–10]           |
| Поразка   | 5–6   | Кві 2015 | Відкритий чемпіонат Барселони з тенісу, Іспанія            | 500 Series   | Ґрунт      | Джеймі Маррі    | Марін Драганя Генрі Контінен        | 3–6, 7–6(8–6), [9–11]      |
| Поразка   | 5–7   | Лип 2015 | Вімблдонський турнір, Велика Британія                      | Grand Slam   | Трава      | Джеймі Маррі    | Жан-Жульєн Роєр Горія Текеу         | 6–7(5–7), 4–6, 4–6         |
| Перемога  | 6–7   | Сер 2015 | Hamburg European Open                                      | 500 Series   | Ґрунт      | Джеймі Маррі    | Хуан Себастьян Кабаль Robert Farah  | 2–6, 6–3, [10–8]           |
| Поразка   | 6–8   | Вер 2015 | Відкритий чемпіонат США з тенісу                           | Grand Slam   | Тверде     | Джеймі Маррі    | П'єр-Юг Ербер Ніколя Маю            | 4–6, 4–6                   |
| Поразка   | 6–9   | Жов 2015 | Vienna Open, Австрія                                       | 500 Series   | Тверде (i) | Джеймі Маррі    | Лукаш Кубот Марсело Мело            | 6–4, 6–7(3–7), [6–10]      |
| Поразка   | 6–10  | Лис 2015 | Swiss Indoors, Швейцарія                                   | 500 Series   | Тверде (i) | Джеймі Маррі    | Александер Пея Бруно Соарес         | 5–7, 5–7                   |
| Перемога  | 7–10  | Січ 2016 | Brisbane International, Австралія (2)                      | 250 Series   | Тверде     | Генрі Контінен  | Джеймс Дакворт Кріс Гуччоне         | 7–6(7–4), 6–1              |
| Перемога  | 8–10  | Тра 2016 | Bavarian International Tennis Championships, Німеччина (2) | 250 Series   | Ґрунт      | Генрі Контінен  | Хуан Себастьян Кабаль Robert Farah  | 6–3, 3–6, [10–7]           |
| Перемога  | 9–10  | Лип 2016 | German Open (2)                                            | 500 Series   | Ґрунт      | Генрі Контінен  | Деніел Нестор Айсам-уль-Хак Куреші  | 7–5, 6–3                   |
| Поразка   | 9–11  | Жов 2016 | Мастерс Шанхай, КНР                                        | Masters 1000 | Тверде     | Генрі Контінен  | Джек Сок Джон Ізнер                 | 4–6, 4–6                   |
| Перемога  | 10–11 | Лис 2016 | Мастерс Париж, Франція                                     | Masters 1000 | Тверде (i) | Генрі Контінен  | П'єр-Юг Ербер Ніколя Маю            | 6–4, 3–6, [10–6]           |
| Перемога  | 11–11 | Лис 2016 | Фінал ATP, London                                          | Tour Фінали  | Тверде (i) | Генрі Контінен  | Равен Класен Ражів Рам              | 2–6, 6–1, [10–8]           |
| Перемога  | 12–11 | Січ 2017 | Відкритий чемпіонат Австралії з тенісу                     | Grand Slam   | Тверде     | Генрі Контінен  | Боб Браян Майк Браян                | 7–5, 7–5                   |
| Перемога  | 13–11 | Сер 2017 | Washington Open, США                                       | 500 Series   | Тверде     | Генрі Контінен  | Лукаш Кубот Марсело Мело            | 7–6(7–5), 6–4              |
| Перемога  | 14–11 | Жов 2017 | China Open                                                 | 500 Series   | Тверде     | Генрі Контінен  | Джон Ізнер Джек Сок                 | 6–3, 3–6, [10–7]           |
| Перемога  | 15–11 | Жов 2017 | Shanghai Masters, КНР (2)                                  | Masters 1000 | Тверде     | Генрі Контінен  | Лукаш Кубот Марсело Мело            | 6–4, 6–2                   |
| Перемога  | 16–11 | Лис 2017 | ATP Фінали, London (2)                                     | Tour Фінали  | Тверде (i) | Генрі Контінен  | Лукаш Кубот Марсело Мело            | 6–4, 6–2                   |
| Перемога  | 17–11 | Січ 2018 | Brisbane International, Австралія (3)                      | 250 Series   | Тверде     | Генрі Контінен  | Леонардо Маєр Орасіо Себальйос      | 3–6, 6–3, [10–2]           |
| Перемога  | 18–11 | Чер 2018 | Queen's Club Championships, Велика Британія (2)            | 500 Series   | Трава      | Генрі Контінен  | Джеймі Маррі Бруно Соарес           | 6–4, 6–3                   |
| Перемога  | 19–11 | Сер 2018 | Мастерс Канада                                             | Masters 1000 | Тверде     | Генрі Контінен  | Равен Класен Майкл Вінус            | 6–2, 6–7(7–9), [10–6]      |
| Поразка   | 19–12 | Січ 2019 | Australian Open                                            | Grand Slam   | Тверде     | Генрі Контінен  | П'єр-Юг Ербер Ніколя Маю            | 4–6, 6–7(1–7)              |
| Перемога  | 20–12 | Чер 2019 | Stuttgart Open, Німеччина                                  | 250 Series   | Трава      | Бруно Соарес    | Роган Бопанна Денис Шаповалов       | 7–5, 6–3                   |
| Перемога  | 21–12 | Лют 2020 | Dubai Tennis Championships, ОАЕ                            | 500 Series   | Тверде     | Michael Venus   | Равен Класен Олівер Марах           | 6–3, 6–2                   |
| Перемога  | 22–12 | Вер 2020 | Hamburg European Open, Німеччина                           | 500 Series   | Ґрунт      | Michael Venus   | Іван Додіг Мате Павич               | 6–3, 6–4                   |
| Перемога  | 23–12 | Жов 2020 | European Open, Бельгія                                     | 250 Series   | Тверде (i) | Michael Venus   | Роган Бопанна Матве Мідделкоп       | 6–3, 6–4                   |
| Перемога  | 24–12 | Тра 2021 | Geneva Open, Швейцарія                                     | 250 Series   | Ґрунт      | Michael Venus   | Сімоне Болеллі Максімо Гонсалес     | 6–2, 7–5                   |
| Поразка   | 24–13 | Чер 2021 | Queen's Club Championships, Велика Британія (3)            | 500 Series   | Трава      | Рейллі Опелка   | П'єр-Юг Ербер Ніколя Маю            | 4–6, 5–7                   |
| Поразка   | 24–14 | Жов 2021 | San Diego Open, США                                        | 250 Series   | Тверде     | Філіп Полашек   | Джо Солсбері Ніл Скупскі            | 6–7(2–7), 6–3, [5–10]      |
| Перемога  | 25–14 | Жов 2021 | Indian Wells Open, США                                     | Masters 1000 | Тверде     | Філіп Полашек   | Аслан Карацев Андрій Рубльов        | 6–3, 7–6(7–5)              |
| Перемога  | 26–14 | Січ 2022 | Sydney International, Австралія                            | 250 Series   | Тверде     | Філіп Полашек   | Сімоне Болеллі Фабіо Фоніні         | 7–5, 7–5                   |
| Поразка   | 26–15 | Лип 2022 | Atlanta Open, США                                          | 250 Series   | Тверде     | Джейсон Кублер  | Танасі Коккінакіс Нік Киріос        | 6–7(4–7), 5–7              |
| Поразка   | 26–16 | Сер 2022 | Canadian Open                                              | Masters 1000 | Тверде     | Ден Еванс       | Веслі Колгоф Ніл Скупскі            | 2–6, 6–4, [6–10]           |
| Поразка   | 26–17 | Жов 2022 | Tennis Napoli Cup, Італія                                  | 250 Series   | Тверде     | Меттью Ебден    | Іван Додіг Остін Крайчек            | 3–6, 6–1, [8–10]           |
| Перемога  | 27–17 | Чер 2023 | Halle Open, Німеччина                                      | 500 Series   | Трава      | Марсело Мело    | Сімоне Болеллі Андреа Вавассорі     | 7–6(7–3), 3–6, [10–6]      |
| Поразка   | 27–18 | Вер 2023 | Almaty Open, Казахстан                                     | 250 Series   | Тверде (i) | Мате Павич      | Натаніел Ламмонс Джексон Вітроу     | 6–7(4–7), 6–7(7–9)         |
| Поразка   | 27–19 | Кві 2024 | U.S. Men's Clay Court Championships, США                   | 250 Series   | Ґрунт      | Вільям Блумберґ | Макс Перселл Джордан Томпсон        | 5–7, 1–6                   |
| Поразка   | 27–20 | Чер 2024 | Eastbourne International, Велика Британія                  | 250 Series   | Трава      | Меттью Ебден    | Ніл Скупскі Michael Venus           | 6–4, 6–7(2–7), [9–11]      |
| Перемога  | 28–20 | Сер 2024 | Теніс на Олімпійських іграх, Франція                       | Olympics     | Ґрунт      | Меттью Ебден    | Аустін Крайчек Ражів Рам            | 6–7(6–8), 7–6(7–1), [10–8] |
| Перемога  | 29–20 | Жов 2024 | Swiss Indoors, Швейцарія                                   | 500 Series   | Тверде (i) | Джеймі Маррі    | Веслі Колхоф Нікола Мектич          | 6–3, 7–5                   |
| Перемога  | 30–20 | Лис 2024 | Belgrade Open, Сербія                                      | 250 Series   | Тверде (i) | Джеймі Маррі    | Іван Додіг Skander Mansouri         | 3–6, 7–6(7–5), [11–9]      |

## Виноски
1. 1 2  Association of Tennis Professionals website

| Тенісист | Це незавершена стаття про тенісиста чи тенісистку. Ви можете допомогти проєкту, виправивши або дописавши її. |